# Heinrich Philipp Reutlinger

Heinrich Philipp Reutlinger

Heinrich Philipp Reutlinger (* 25. Mai 1898 in Frankfurt am Main; † 5. November 1963 in Enzklösterle bei Calw) war ein deutscher Politiker (NSDAP).

## Leben und Wirken
Nach dem Schulbesuch bis zur Primareife erlernte Heinrich Philipp Reutlinger den Kaufmannsberuf. Später nahm er am Ersten Weltkrieg teil; nach Kriegsende war er Kaufmann in Wiesbaden.
1923 trat Reutlinger in die NSDAP ein. Außerdem wurde er Mitglied der Sturmabteilung (SA), in der er ab 1. Januar 1932 als Standartenführer die Standarte 81 der SA-Gruppe West führte, am 4. Dezember 1932 jedoch aus der SA entlassen wurde. Vom 27. August 1932 bis zur Auflösung dieser Körperschaft im Herbst 1933 gehörte Reutlinger dem Preußischen Landtag an.
Nach der Machtübertragung an die Nationalsozialisten erhielt Reutlinger im November 1933 ein Mandat im nationalsozialistischen Reichstag, in dem er den Wahlkreis 19 (Hessen-Nassau) vertrat. Außerdem wurde er im Mai 1933 in den Stadtrat von Wiesbaden gewählt. In der SA war Reutlinger ab Oktober 1933 Führer der SA-Brigade 148 in Wiesbaden. Im Mai 1934 wurde er zum SA-Oberführer befördert und übernahm zugleich die SA-Brigade 46 in Hanau. Einem in den Lageberichten der Geheimen Staatspolizei über die Provinz Hessen-Nassau wiedergegebenen Hanauer Polizeibericht vom Sommer 1934 zufolge hatte Reutlinger bei seinen Untergebenen einen schlechten Ruf; innerhalb der Hanauer SA soll wegen Ungerechtigkeiten bei Beförderungen eine schlechte Stimmung geherrscht haben. Sein Reichstagsmandat wurde am 16. Februar 1935 für ungültig erklärt; für ihn rückte Willi Stöhr nach. 